# Petra Dragičevič
Petra Dragičevič (* 5. März 1994) ist eine slowenische Naturbahnrodlerin. Sie startet seit der Saison 2009/2010 im Weltcup und nahm 2011 erstmals an einer Weltmeisterschaft teil.

## Karriere
Petra Dragičevič nahm in der Saison 2008/2009 erstmals an Rennen im Interkontinentalcup teil. In ihrem ersten Winter bestritt sie alle fünf Wettbewerbe, kam zweimal unter die besten zehn und wurde Neunte im Gesamtklassement. Bei der Junioreneuropameisterschaft 2009 in Longiarü kam sie allerdings nur auf Platz 15 von 17 Rodlerinnen. Im nächsten Winter nahm sie nur noch an zwei IC-Cup-Rennen teil, bei denen ein neunter Platz in Jesenice ihr bestes Resultat war, und begann im Weltcup zu starten. Mit Platz 18 in Umhausen, Rang 15 in Latzfons und Platz 14 in Garmisch-Partenkirchen gelangen ihr im Weltcup aber noch keine vorderen Platzierungen und sie war immer nur unter den letzten vier zu finden. Im Gesamtweltcup bedeutete dies den 16. Platz von insgesamt 25 Rodlerinnen, die in der Saison 2009/2010 Weltcuppunkte gewannen. Bei der Juniorenweltmeisterschaft 2010 in Deutschnofen fuhr sie auf Platz elf.
Vordere Ergebnisse gelangen Petra Dragičevič auch in der Saison 2010/2011, in der sie die einzige Slowenin im Weltcup war, nicht. Sie nahm nur an den letzten drei der sechs Weltcuprennen teil und erreichte in Unterammergau mit Platz 12 (unter 15 gestarteten Rodlerinnen) ihr bis dahin bestes Weltcupergebnis, während sie in Kindberg als 14. und Olang als 15. nur auf den vorletzten bzw. letzten Platz kam. Im Gesamtweltcup konnte sie sich um einen Platz auf Rang 15 verbessern. Auch bei der Weltmeisterschaft 2011 in Umhausen – ihrem ersten Titelkampf in der Allgemeinen Klasse – kam sie als 17. nur auf den vorletzten Platz. Etwas besser war ihr Resultat bei der Junioreneuropameisterschaft 2011 in Laas. Dort fuhr sie unter 15 gewerteten Rodlerinnen auf Platz elf. Ebenfalls Elfte (unter 19 gewerteten Rodlerinnen) wurde sie bei der Juniorenweltmeisterschaft 2012 in Latsch. Bei der zwei Wochen später ausgetragenen Europameisterschaft 2012 in Nowouralsk wurde sie Zwölfte im Einsitzer und zusammen mit den drei Polen Adam Jędrzejko, Andrzej Laszczak und Damian Waniczek Achte im Mannschaftswettbewerb. Im Weltcup erreichte sie in der Saison 2011/2012 mit Platzierungen zwischen Rang 12 und Rang 15 den elften Platz in der Gesamtwertung.
Im Sommer nahm Petra Dragičevič auch an Wettkämpfen im Rollenrodeln teil. Sie gewann den Austrian Rollenrodelcup 2006 und 2007 in der Jugend-Klasse und wurde von 2009 bis 2012 jeweils Zweite in der Junioren-Klasse.

## Erfolge

### Weltmeisterschaften
- Umhausen 2011: 17. Einsitzer
- Deutschnofen 2013: 12. Doppelsitzer, 14. Einsitzer
- Sankt Sebastian 2015: 10. Doppelsitzer, 13. Einsitzer
- Vatra Dornei 2017: 10. Doppelsitzer, 10. Einsitzer

### Europameisterschaften
- Nowouralsk 2012: 12. Einsitzer, 8. Mannschaft
- Umhausen 2014: 10. Einsitzer
- Passeiertal 2016: 9. Doppelsitzer, 15. Einsitzer

### Juniorenweltmeisterschaften
- Deutschnofen 2010: 11. Einsitzer
- Latsch 2012: 11. Einsitzer
- Vatra Dornei 2014: 7. Einsitzer

### Junioreneuropameisterschaften
- Longiarü 2009: 15. Einsitzer
- Laas 2011: 11. Einsitzer
- Nowouralsk 2013: 6. Einsitzer

### Weltcup
- Zweimal unter den besten 15 im Einsitzer-Gesamtweltcup
- Elf Top-15-Platzierungen in Weltcuprennen